# Hibbertia reticulata
Hibbertia reticulata är en tvåhjärtbladig växtart som beskrevs av Toelken. Hibbertia reticulata ingår i släktet Hibbertia och familjen Dilleniaceae. Inga underarter finns listade i Catalogue of Life.